# 廣澤國際發展
廣澤國際發展有限公司，簡稱廣澤國際發展（英語：Ground Properties Company Limited，港交所：0989），於1990年由當時主席侯東迎創立，名為「潤迅發展有限公司」，前身為「潤迅通信國際有限公司」和「廣澤地產有限公司」。
業務在香港和中國內地經營移動通信，以及零售及管理服務。前主席丁鵬雲，現主席柴琇。前總部位於香港九龍灣宏照道38號企業廣場五期第一座31樓3101室，現時為香港中環皇后大道中15號置地廣場公爵大廈35樓3505-3506室。
該股份在1997年10月20日於港交所介紹形式上市，就是第二上市地點。當時是在1996年10月秋天於新加坡交易所作第一上市地點，2007年夏天，潤迅通信國際在脫離新加坡股市之前，過往交投欠佳和未如理想，故此以香港作為主要上市地點。
2015年7月6日，廣澤地產全資附屬公司Frontier Power Investments Limited以46.5億元收購吉林省物業開發商家潤投資及其附屬公司。
2016年10月22日，香港特別行政區政府公司註冊處批准更名為「廣澤國際發展有限公司」和「Ground International Development Limited」。
2019年12月18日廣澤國際發展以3.0528億港元出售九龍灣常悅道9號企業廣場第一、二及三座的20樓，及企業廣場1P樓A1至A14號停車位給由傅老榕家族成員持有的碧雲置業

## 連結
- groundproperties.com （页面存档备份，存于）